# Christian Kulik
Christian Kulik (Zabrze, Lengyelország, 1952. december 6. –) német labdarúgó, középpályás.

## Pályafutása
1970–71-ben az Alemannia Aachen, 1971 és 1981 között a Borussia Mönchengladbach labdarúgója volt. 1981-ben a belga FC Antwerp csapatában fejezte be az aktív játékot. A Borussia együttesével három nyugatnémet bajnoki címet és egy kupagyőzelmet ért el. Kétszeres UEFA-kupagyőztes (1974–75, 1978–79) és döntős (1972–73, 1979–80) volt a csapattal. Tagja volt az 1976–77-es idényben BEK-döntős csapatnak, amelyik a döntőben 3–1-es vereséget szenvedett a Liverpooltól.

## Sikerei, díjai
Borussia Mönchengladbach
- Nyugatnémet bajnokság (Bundesliga)
  - bajnok (3): 1974–75, 1975–76, 1976–77
  - 2. (2): 1973–74, 1977–78
- Nyugatnémet kupa (DFP-Pokal)
  - győztes: 1973
- Bajnokcsapatok Európa-kupája (BEK)
  - döntős: 1976–77
- UEFA-kupa
  - győztes (2): 1974–75, 1978–79
  - döntős (2): 1972–73, 1979–80